# Gaskammer (Massenmord)

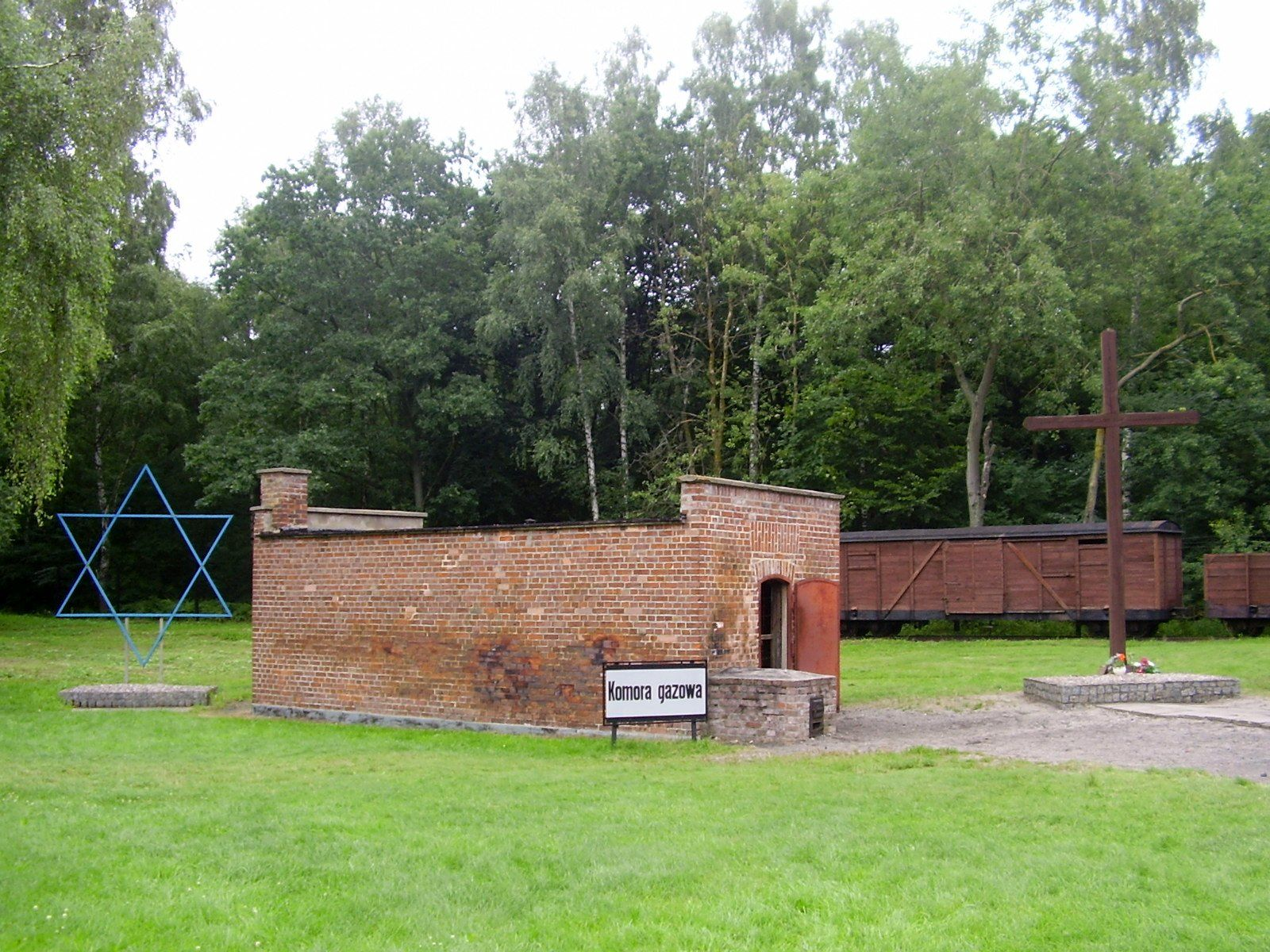
Gaskammer im KZ Stutthof (2007)

Sogenannte Gaskammern waren Einrichtungen in sechs Tötungsanstalten, mehreren Konzentrationslagern und allen Vernichtungslagern, in denen insbesondere während der Zeit des Nationalsozialismus Menschen durch Kohlenstoffmonoxid (CO) oder Cyanwasserstoff (Blausäure) ermordet wurden. Das Kohlenstoffmonoxid wurde teils aus Gasflaschen eingeleitet, meist aber als Abgas von Benzinmotoren produziert. Dabei setzte man auch Gaswagen als fahrbare Gaskammern ein. Für die Vergiftung mit Blausäure wurde vor allem Zyklon B verwendet.

## Gaskammer in Posen
Nach der Besetzung Polens durch die Wehrmacht wurden im Oktober 1939 im vom Sicherheitsdienst des Reichsführers SS genutzten Fort VII in Posen in einer provisorischen Kammer erstmals „Probevergasungen“ durchgeführt, bei denen eine unbekannte Anzahl von psychisch Kranken ermordet wurde. Nach Zeugenaussagen war August Becker dabei anwesend, der wenig später – im Januar 1940 – Probevergasungen für die Aktion T4 in der NS-Tötungsanstalt Brandenburg beaufsichtigte. Wahrscheinlich am 13. Dezember 1939 wohnte der Reichsführer SS Heinrich Himmler als Beobachter einer Vergasung bei.
Die Morde wurden mit Kohlenstoffmonoxidgas (CO) ausgeführt, das aus Gasflaschen eingeleitet wurde. Es ist nicht ausgeschlossen, dass bei einer der Probevergasungen auch Zyklon B eingesetzt wurde.
Die Gaskammer in Fort VII wurde anschließend nur im November und Dezember 1939 benutzt. Man schätzt, dass dort bis zu 400 psychisch Kranke ermordet wurden. Nach Darstellung von Volker Rieß ging die Initiative zur Tötung von psychisch Kranken von den Leitern der Zivilverwaltung und den Gauleitern Franz Schwede-Coburg, Albert Forster und Arthur Greiser aus, die sich unmittelbar oder über Höhere SS- und Polizeiführer an Himmler wandten, der nach Genehmigung durch Adolf Hitler Personal zur Verfügung stellte. Weitere Patienten wurden anschließend von einem Sonderkommando unter Herbert Lange in einem getarnten Gaswagen durch reines Kohlenstoffmonoxid (CO) ermordet.

## Gaskammern der Aktion T4

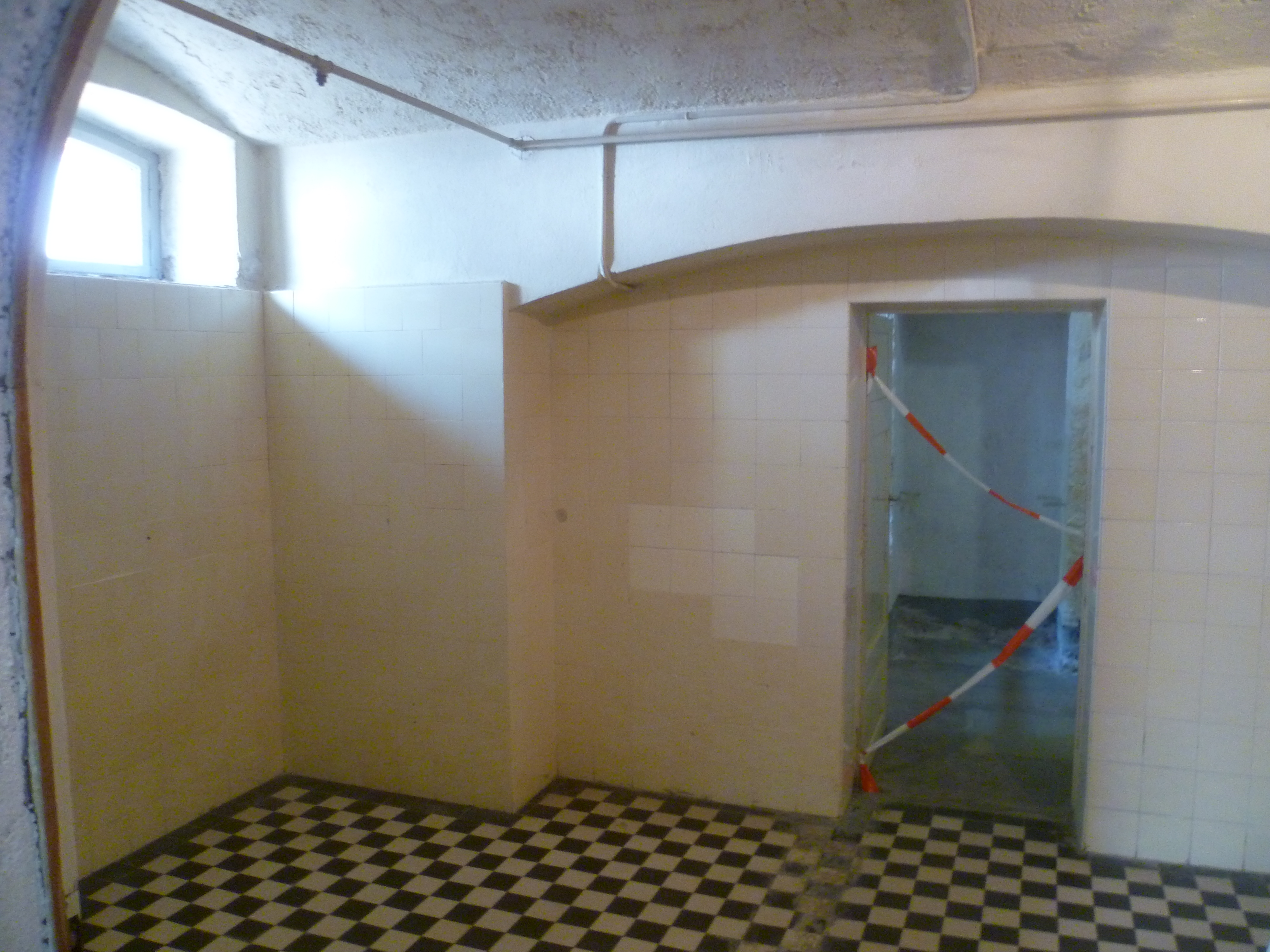
Gaskammer der Tötungsanstalt Hadamar (2011)

Aufgrund eines auf den 1. September 1939 rückdatierten Ermächtigungsschreibens von Adolf Hitler wurden ab 1940 schwerbehinderte Kinder als „lebensunwert“ durch Medikamente in der Kinder-Euthanasie getötet. Die „Euthanasie“ (eigentlich „Schöner Tod“) Einzelner wurde mit der Aktion T4 zur Beseitigung von ganzen Gruppen arbeitsunfähiger „Ballastexistenzen“ fortgesetzt.
Im „Alten Zuchthaus“ in der Stadt Brandenburg wurde im Januar 1940 vor den Augen ausgewählter Ärzte erprobt, wie die zum „Gnadentod“ bestimmten Opfer am zweckmäßigsten zu töten seien. Die meisten psychisch Kranken wurden in einer dazu hergerichteten Gaskammer ermordet; einer kleineren Gruppe wurde eine tödliche Dosis Morphium-Scopolamin (eine Mischung der Alkaloide Morphin und Scopolamin) injiziert. Das vom Kriminaltechnischen Institut der Sicherheitspolizei (KTI Berlin) empfohlene CO erwies sich als geeignet.
Das KTI trat später auch förmlich als Besteller auf, so dass die Wirtschaftsabteilung der Aktion T4 als eigentlicher Auftraggeber verborgen blieb. Das CO wurde in eigens beschafften und modifizierten Druckflaschen von 40 Litern Rauminhalt (entsprechend ca. 6 Kubikmeter Gas) vom Werk Ludwigshafen der I.G. Farben geliefert.

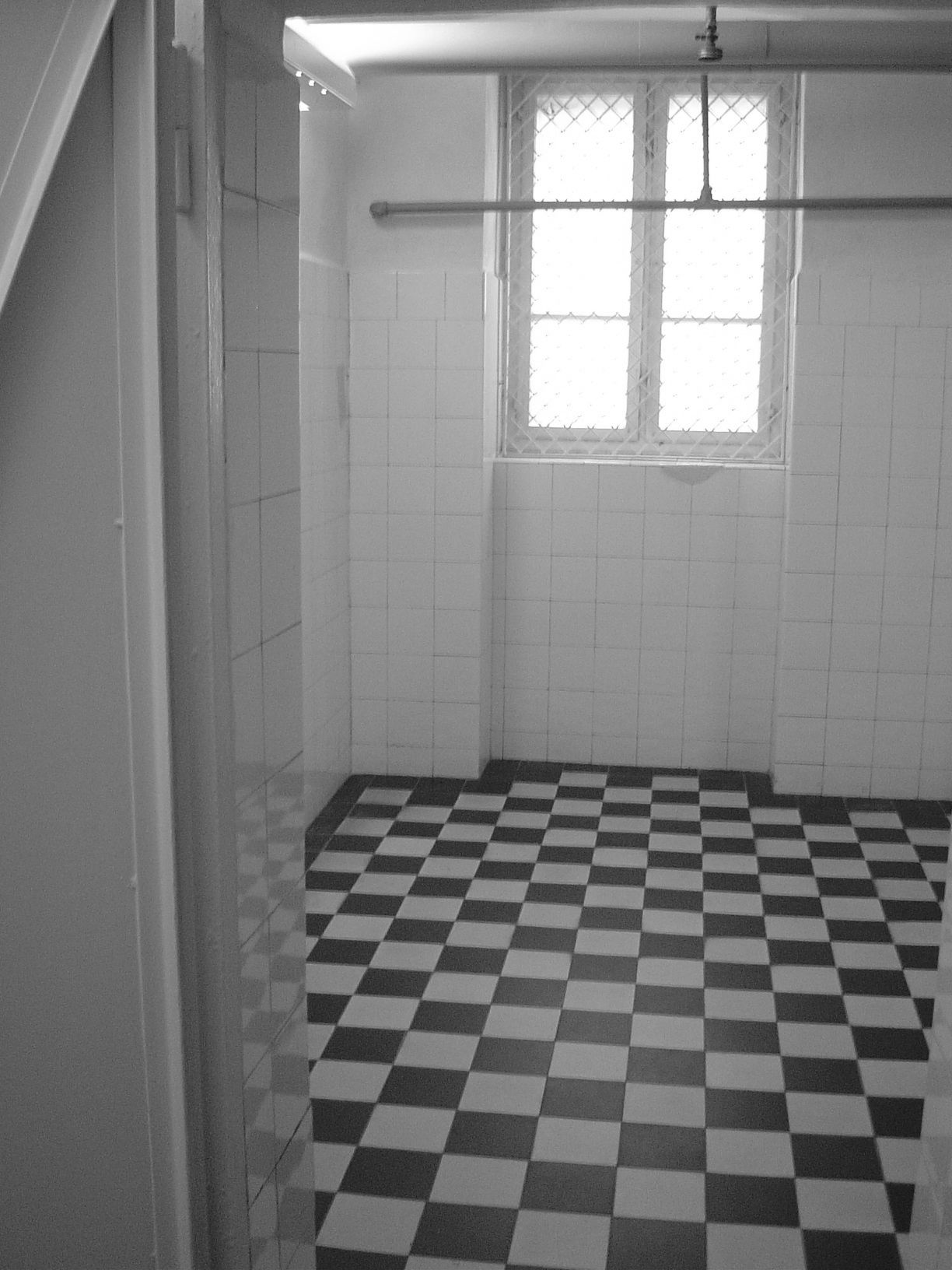
Gaskammer der NS-Tötungsanstalt Bernburg (2006)

In Brandenburg wurde die Gaskammer als Inhalationsraum bezeichnet, später als Baderaum getarnt und mit gekachelten Wänden und Duschattrappen ausgestattet. Dicht über dem Fußboden der Gaskammer war ein mehrfach durchbohrtes Rohr verlegt. Die Gasflaschen standen im Nebenraum; die Ventile wurden stets von einem Arzt bedient. Über die Wirkungsweise des Gases gab es widersprüchliche Aussagen: mehrere Mittäter behaupteten als Zeugen vor Gericht, die Opfer seien binnen 3 bis 15 Minuten sanft eingeschlafen; andere sagten aus, sie hätten Atemnot und Krämpfe gehabt.
Ab September 1940 wurden auch die offiziell als arbeitsfähig eingestuften jüdischen Heilanstaltsinsassen nach Brandenburg geschafft und ermordet. Als die „Euthanasieaktion“ in der Bevölkerung gerüchteweise bekannt wurde und Beunruhigung auslöste, beendete man am 24. August 1941 die Vergasungen in den Tötungsanstalten. Insgeheim gingen die Massentötungen andernorts in sehr vielen Heilanstalten weiter, indem man den Opfern ausreichende Nahrung vorenthielt oder ihnen missbräuchlich Medikamente wie Luminal verabreichte, um sie zu töten.
Die Hartheimer Statistik nennt für die NS-Tötungsanstalt Brandenburg insgesamt 8.989 durch CO ermordete Opfer. Bei der NS-Tötungsanstalt Grafeneck, die im Dezember 1940 aufgelöst wurde, sind in den zehn Monaten ihres Bestehens 9.839 Tötungen durch Gas nachweisbar. In der NS-Tötungsanstalt Hadamar, die die Nachfolge von Grafeneck übernahm, wurden mindestens 10.072 Menschen in der Gaskammer umgebracht. Für die NS-Tötungsanstalt Bernburg werden 9.385 vergaste Opfer angegeben, für die NS-Tötungsanstalt Hartheim insgesamt 18.269 Tote. In der NS-Tötungsanstalt Sonnenstein sind 13.720 Menschen umgebracht worden. Dazu kamen in drei der Mordanstalten weitere Opfer aus Konzentrationslagern – diese Aktion firmierte unter dem Decknamen 14f13.

## Gaswagen

### Begriff
Als Gaswagen bezeichnet die Nachkriegsforschung speziell gebaute Lastkraftwagen, mit denen das NS-Regime Ermordungen durch Gas vornahm. Die SS gebrauchte damals aus Tarngründen andere Bezeichnungen wie „Sonderwagen“, „Sonderfahrzeug“, „Spezialwagen“, „S-Wagen“, auch „Entlausungswagen“. Bei dieser Technik mordete die SS sowohl mittels CO als auch durch Abgase.

### Anfänge
Kurz nach dem Überfall auf Polen wurden die dortigen Heil- und Pflegeanstalten nach Opfern durchkämmt, die von den Nationalsozialisten als „lebensunwert“ erachtet wurden. Diese wurden meist erschossen. Fast zum selben Zeitpunkt – das genaue Datum ist umstritten – mit den Probevergasungen vom Januar 1940 in der NS-Tötungsanstalt Brandenburg wurde in Ostpreußen und Polen vom Sonderkommando Lange ein Lastwagenanhänger als mobile Gaskammer eingesetzt. Es handelte sich hierbei um einen durch die Aufschrift „Kaiser’s Kaffee Geschäft“ getarnten Lastwagenaufbau, in den reines CO aus einigen in der Zugmaschine mitgeführten Stahlflaschen eingeleitet wurde. Dieses Gespann wurde nur von Januar 1940 bis Juli 1941 eingesetzt.
Auf Anregung von Heinrich Himmler wurden im Herbst 1941 in Mogilew Tötungsversuche mit Autoabgasen durchgeführt, um die Erschießungskommandos künftig von ihren blutigen Mordtaten entlasten zu können. Am 3. November 1941 wurde diese neuartige Form des Gaswagens im KZ Sachsenhausen erprobt; dabei tötete man 30 sowjetische Kriegsgefangene mit Motorabgasen. Im Gegensatz zu dem vom „SK Lange“ verwandten Modell handelte es sich nun um einen Lastwagen mit festem Kastenaufbau, in den die Motorabgase geleitet wurden. Wahrscheinlich wurden in Sachsenhausen auch ein zweiter, größerer Saurer-Lastwagen geprüft und weitere Probevergasungen durchgeführt.

### Einsatzorte
Seit Dezember 1941 waren Gaswagen im Vernichtungslager Kulmhof stationiert, aber auch in Riga, im Wartheland und bei vier Einsatzgruppen im Einsatz. 1942 wurde ein Gaswagen aus Berlin zum Einsatz in das besetzte Serbien beordert. Zwischen März und Juni 1942 wurden 7.500 Juden, Roma und Sinti aus dem seinerzeit auf kroatischem Gebiet liegenden KZ Sajmište auf der Fahrt mitten durch Belgrad nach Jajinci, wo die Leichen in eine Grube geworfen wurden, ermordet. Nach diesem Einsatz wurde der Gaswagen per Bahn nach Berlin überstellt und nach einer Überholung anschließend bei der Einsatzgruppe B in Belarus (Minsk) eingesetzt, wo in Maly Trostenez seit Juni 1942 zwei Wagen der Marke Diamond und ein größerer Saurer bei den dortigen Tötungen eingesetzt wurden.
Auch bei den KdS-Dienststellen, den Nachfolgeinstitutionen der Einsatzgruppen, wurden Gaswagen teilweise für die Hinrichtung von Häftlingen – vor allem von Juden – verwendet, so z. B. in Kiew 1942/43.
Ende Mai/Anfang Juni 1940 organisierte der SS-Obergruppenführer und General der Waffen-SS Wilhelm Koppe im Konzentrationslager Soldau den Mord an 1.558 deutschen und ca. 300 polnischen behinderten Menschen mit Gaswagen, der von dem ihm unterstehenden Sonderkommando Lange durchgeführt wurde. Die Ermordeten stammten u. a. aus der  Provinzial-Heil- und Pflegeanstalt Allenberg bei Wehlau und den Carlshöfer Anstalten in Carlshof (Karolewo) bei Rastenburg (Kętrzyn), beide in Ostpreußen gelegen.
In Mogilew nutzte die Gruppe 570 der Geheimen Feldpolizei zwischen Ende April und Juni 1944 einen provisorisch umgerüsteten Beute-Lastwagen als Gaswagen.

### Technik
Beim Bau dieser Gaswagen beriet das Kriminaltechnische Institut der Sicherheitspolizei in Berlin die Auftraggeber. Das Referat II D 3 a des RSHA unter Walther Rauff ließ sechs 3-t-Lastwagen der Typen Diamond T und Opel Blitz umrüsten und bestellte Ende 1941 die ersten 20 von insgesamt 30 Saurer-Wagen, die größer waren und bis zu 100 Personen fassten. In Chelmno war auch ein Renault-LKW mit Ottomotor eingesetzt.
Die Kastenaufbauten mit dicht schließender Flügeltür am Heck wurden von den Gaubschat-Fahrzeugwerken in Berlin-Neukölln geliefert. Die Umrüstung zum Gaswagen wurde in der Werkstatt des Referates II D 3 a vorgenommen. Der Zeuge Harry Wentritt schilderte dies 1961 vor dem Gericht in Hannover so:

„Dort wurde am Auspuff ein Abgasschlauch angebracht, der von außen zum Boden des Wagens geführt wurde. In diesen Wagen bohrten wir ein Loch im Durchmesser von etwa 58 bis 60 mm, in Stärke des Auspuffrohres. Im Wageninnern, über diesem Loch, wurde ein Metallrohr (Auspuffrohr) angeschweißt, das mit dem von außen herangeführten Abgasschlauch verbunden war bzw. verbunden werden konnte. Bei Anlassen des Motors und nach hergestellten Verbindungen gingen die Auspuffgase des Motors durch den Auspuff in den Abgasschlauch und von dort in das im Wageninneren angebrachte Auspuffrohr, wo das Gas sich dann verteilte.“

Der Kastenanbau war innen mit Blech verkleidet. Ein anfangs angebrachtes kleines Sichtfenster sollte bei späteren Versionen weggelassen werden. Weitere technische Abänderungsvorschläge zur „Optimierung“ wurden nicht umgesetzt.

### Tötung
Je nach Größe der wie Möbelwagen aussehenden LKW wurden 25 bis 50 Opfer zum Einsteigen genötigt. Der Motor wurde für wenigstens zehn Minuten betrieben. Während dieser Zeit waren oft Schreie und Klopfen der eingeschlossenen Menschen zu hören, die in Todesangst zur fest verriegelten Tür drängten. Der zur Inspektion beorderte Chemiker August Becker schrieb:

„Die Vergasung wird durchweg nicht richtig vorgenommen. Um die Aktion möglichst schnell zu beenden, geben die Fahrer durchweg Vollgas. Durch diese Maßnahme erleiden die zu Exekutierenden den Erstickungstod und nicht wie vorgesehen, den Einschläferungstod. Meine Anleitungen haben nun ergeben, daß bei richtiger Einstellung der Hebel der Tod schneller eintritt und die Häftlinge friedlich einschlafen.“

Wenn der CO-Gehalt im Wagen den Wert von 1 Prozent überstiegen hatte, traten tiefe Bewusstlosigkeit und dann der Tod ein (→ siehe: Kohlenstoffmonoxidvergiftung).
Nach einem erhaltenen Dokument vom 5. Juni 1942 waren seit Dezember 1941 in drei derartigen in Kulmhof tätigen Gaswagen 97.000 Juden getötet worden.

### Kulmhof (Chełmno)
Im Vernichtungslager Kulmhof waren zwei (zeitweilig auch drei) Gaswagen stationiert. In den größten Lastwagen, der einem dunkel angestrichenen Möbelwagen glich, wurden 100 bis 120 Personen hineingezwängt. Dort wurden allein im Januar 1942 10.003 Personen ermordet. Die Vernichtungsaktion wurde im März 1943 vorübergehend beendet, Ende Mai 1944 jedoch wieder aufgenommen und bis zur Winteroffensive der Roten Armee im Januar 1945 fortgeführt.
Frühe polnische Schätzungen gingen von mehr als 300.000 Menschen aus, die in Chelmno durch Motorabgase ermordet wurden. Zu der im Korherr-Bericht genannten Zahl kamen im Juni und Juli 1944 weitere Opfer hinzu, so dass als Gesamtzahl 152.477 rechnerisch ermittelt werden kann.

## Gaskammern in Auschwitz (Oświęcim)

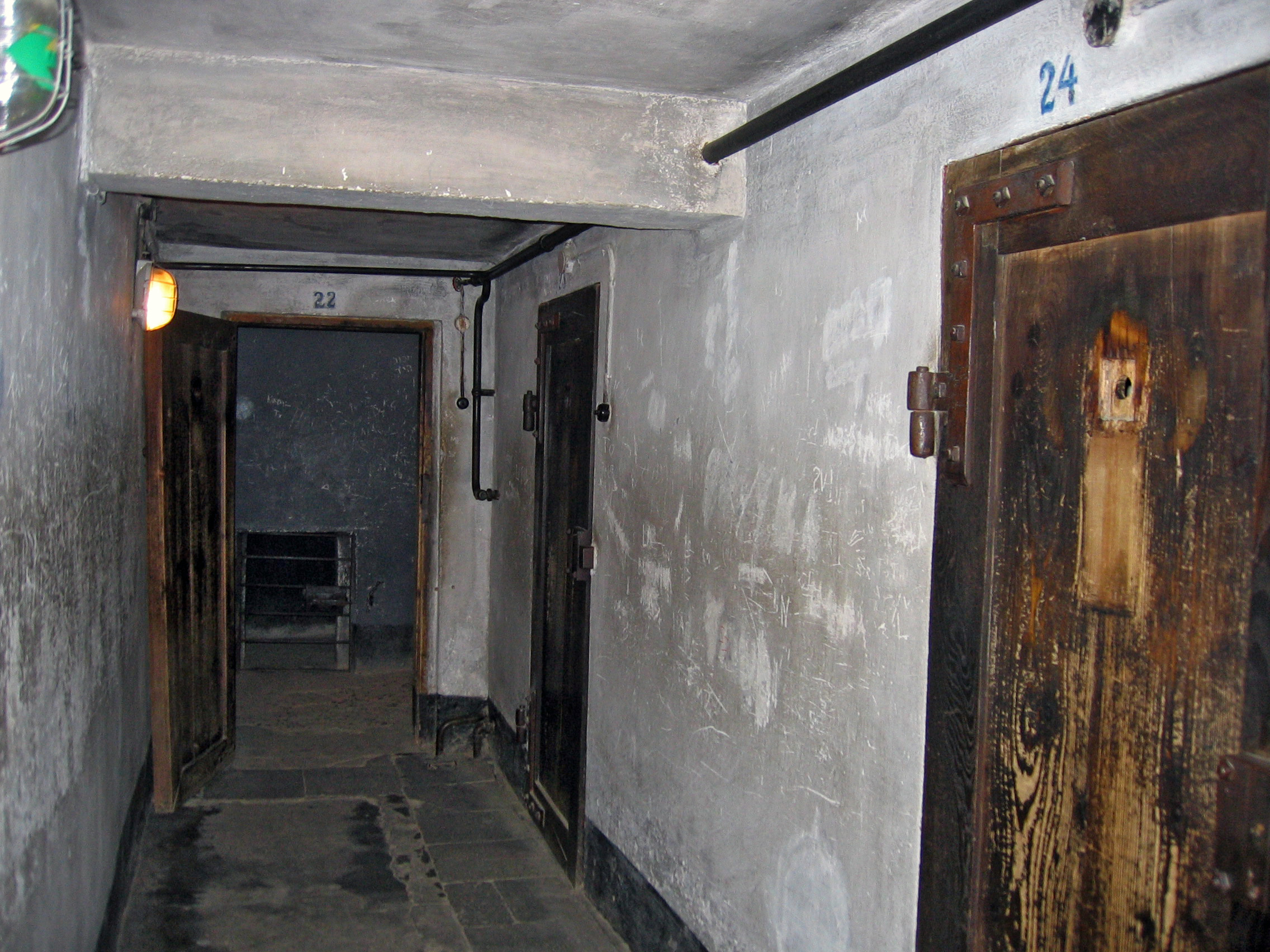
Ort der ersten Vergasungen in Auschwitz: Keller von Block 11 im Stammlager

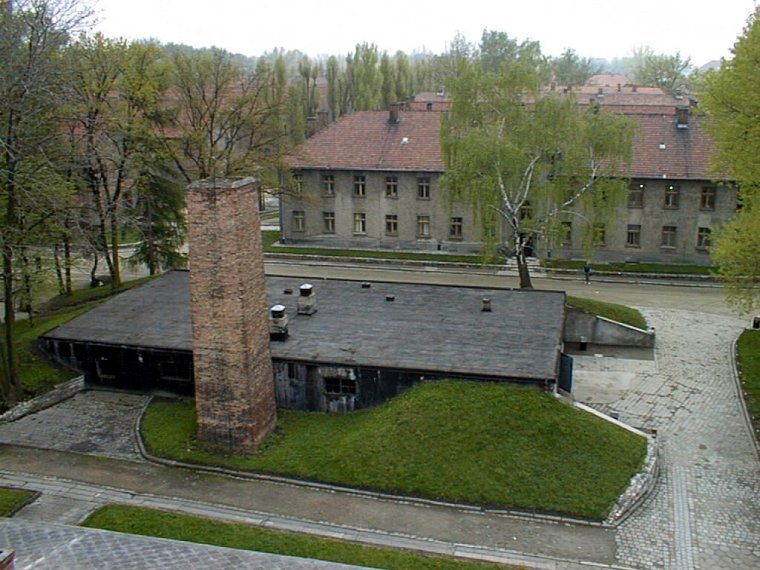
Krematorium I im Stammlager Auschwitz

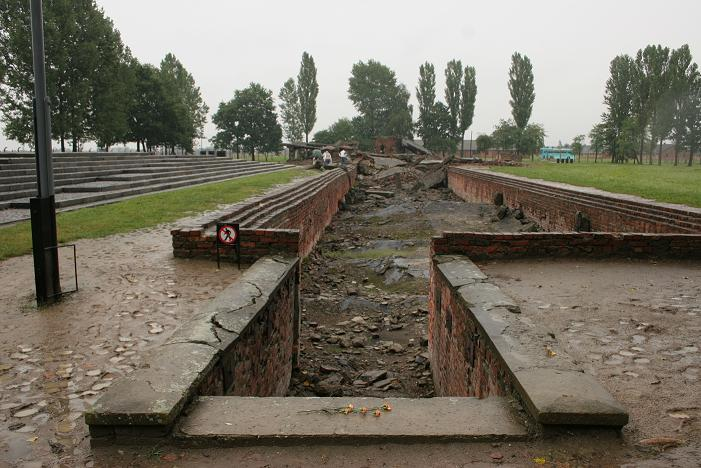
Ruinen des Krematorium II in Auschwitz-Birkenau (mit Blick auf den Entkleidungsraum)

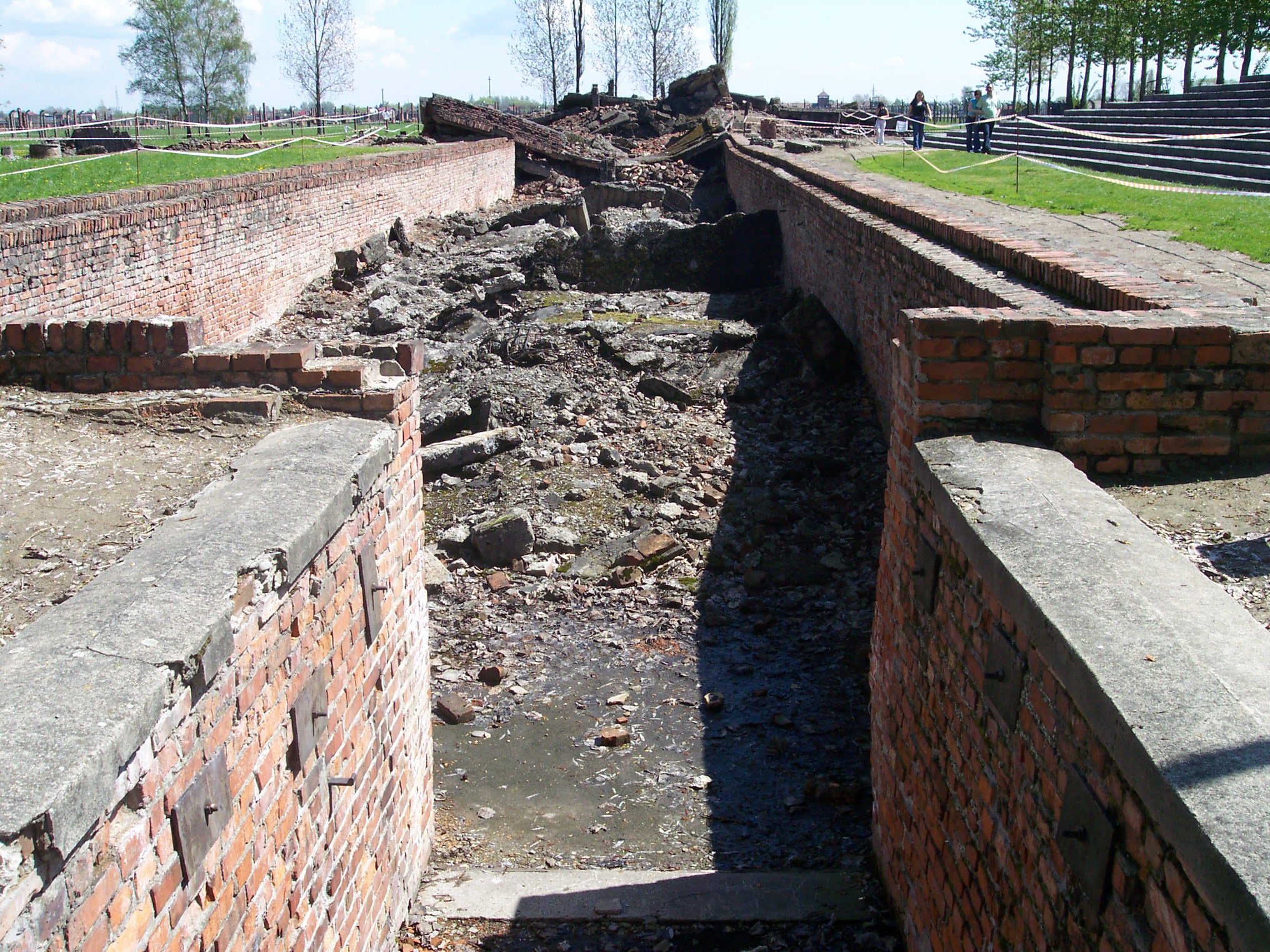
Ruinen des Krematorium III in Auschwitz-Birkenau (mit Blick auf den Entkleidungsraum)

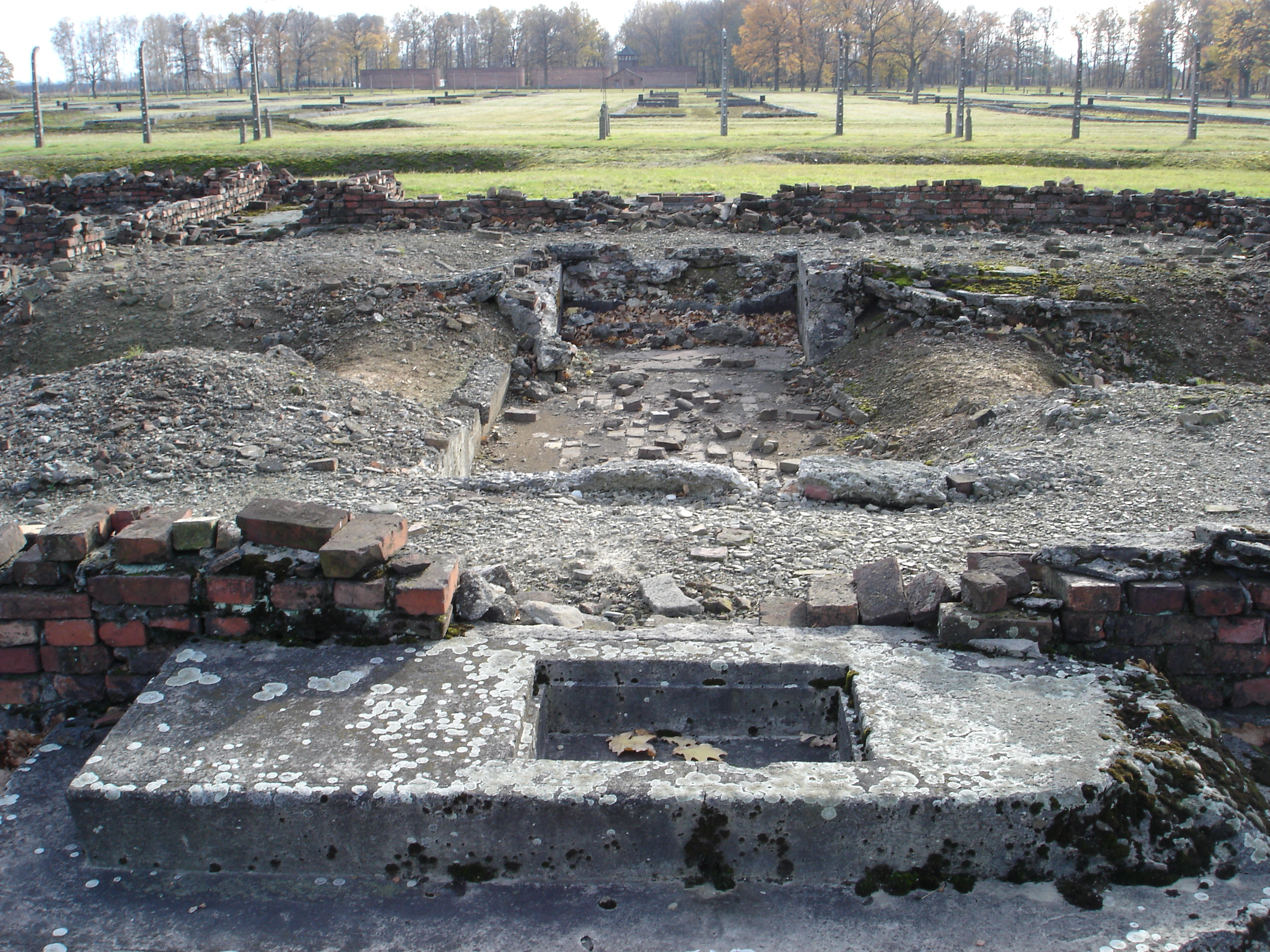
Ruinen des Krematorium IV in Auschwitz-Birkenau

Himmler beauftragte Rudolf Höß, der als Kommandant im KZ Auschwitz I (Stammlager) sowie im Vernichtungslager KZ Auschwitz-Birkenau eingesetzt war, eine quasi industrielle Tötungsmethode zur Durchführung des Massenmordes an den Juden zu finden.
Für die Vergasungen in Auschwitz wurde ausschließlich das blausäurehaltige Entwesungsmittel Zyklon B benutzt. Der dem Mittel ursprünglich beigefügte Warn- und Riechstoff wurde vom Hersteller aufgrund kriegsbedingten Mangels reduziert und entfiel spätestens ab Juni 1944 gänzlich. Bereits ein Jahr früher, im Juni 1943, hatte es allerdings schon Lieferungen ohne Warnstoff nach Auschwitz gegeben, die Kurt Gerstein angefordert hatte.
Eine erste Massenvergasung fand im KZ Auschwitz I (Stammlager) statt. Wahrscheinlich schon Anfang September 1941 wurden auf Initiative von Schutzhaftlagerführer Karl Fritzsch im Keller von Block 11 etwa 250 selektierte Kranke und 600 sowjetische Kommissare und Offiziere durch Zyklon B vergast.
- Kurz danach wurde die Leichenhalle des Krematoriums im Stammlager, die über eine Entlüftungsanlage verfügte, zu einer Gaskammer umgerüstet, indem man drei Einschüttöffnungen in die Decke schlug. Dort wurden noch im September 1941 etwa 900 sowjetische Kriegsgefangene durch Gas ermordet. Diese erste Gaskammer in Auschwitz wurde bis zum April 1942 benutzt; das zugehörige Krematorium wurde im Juli 1943 entkernt und später zu einem Luftschutzbunker für die Wachmannschaft umgebaut. – Die heute im Stammlager gezeigte Gaskammer ist eine Rekonstruktion.

In Auschwitz-Birkenau gab es in sechs verschiedenen Gebäuden Gaskammern, die jedoch nicht alle zum gleichen Zeitpunkt benutzbar waren.
- Im Frühjahr 1942 wurden in Auschwitz-Birkenau in einem Bauernhaus (dem roten Haus, oft auch als Bunker I bezeichnet) zwei Gaskammern eingerichtet und für Massentötungen benutzt. Dieses Gebäude wurde Ende 1942 abgerissen.

- Ende Juni 1942 wurden in einem zweiten Bauernhaus (weißes Haus oder Bunker II) vier Räume als Gaskammern genutzt. Diese Anlage wurde bis Frühjahr 1943 betrieben und ab Mai 1944 (unter der Bezeichnung Bunker V) zeitweilig wieder verwendet. Die Grundmauern dieses Anfang 1945 von der SS zerstörten Gebäudes sind freigelegt und umfassen eine Fläche von 105 Quadratmetern.

Am besten dokumentiert sind vier Krematorien (Nummer II bis V) mit Gaskammern in Auschwitz-Birkenau, die zwischen März und Juni 1943 fertiggestellt wurden und für die man die Bauunterlagen aufgefunden hat. Einige Male wird dort die Tarnsprache außer Acht gelassen; es wird über Arbeiten an der Gaskammer und beheizbare (!) Leichenkeller berichtet, ferner sind Empfangsbestätigungen für gasdichte Türen oder Bestellungen von Gasprüfgeräten für Cyanwasserstoff erhalten. Heinrich Messing, Klempner der Firma Topf und Söhne, notiert auf Montage in Auschwitz auf seinem Arbeitszettel: 13. März 1943, 15 Arbeitsstunden, Be- und Entlüftungsanlagen im Keller I in Betrieb genommen. Keller I war die Gaskammer, in der folgenden Nacht wurden hier 1492 Juden aus Krakau umgebracht.
- Die Krematorien II und III waren weitgehend baugleich und hatten nach Angaben der SS-Zentralbauleitung eine Kapazität von je 1440 Leichenverbrennungen in 24 Stunden.

Im Kellergeschoss befanden sich ein Auskleideraum sowie eine beheiz- und belüftbare Gaskammer. Ende 1943 wurden die etwa 210 Quadratmeter großen Gaskammern geteilt, so dass nun 500 bis 700 selektierte Erwachsene und Kinder eines Transports auf etwa 100 Quadratmetern zusammengedrängt und getötet werden konnten. Dazu wurde Zyklon B in eine aus Drahtgitter bestehende Vorrichtung geschüttet und in eine Drahtgittersäule abgelassen. Der Tod trat nach Zeugenaussagen binnen 5 bis 15 Minuten ein. Nach 30 bis 40 Minuten Lüftungszeit mussten Häftlinge des sogenannten Sonderkommandos die Ermordeten herauszerren, ihnen Goldzähne herausreißen und die Leichen mit einem Lastenaufzug zu den Muffelöfen transportieren. Im Dachgeschoss waren Räume für die Mitglieder des Sonderkommandos eingerichtet.
- Die Krematorien IV und V hatten nach den Angaben der SS-Zentralbauleitung eine Verbrennungskapazität von je 768 Leichen innerhalb von 24 Stunden. Diese Bauten waren nicht unterkellert; ihnen war eine Baracke als Auskleideraum vorgeschaltet. Es gab jeweils zwei Gaskammern von je 100 Quadratmetern Fläche. Das Zyklon B wurde bei diesen Gebäuden durch eine an der Wand angebrachte Vorrichtung eingebracht.

Zuerst wurden Frauen und Kinder in den vorgeblichen Duschraum geführt, danach die Männer hineingedrängt. Um die Opfer zu täuschen und eine Panik zu verhindern, die den reibungslosen Ablauf des Massenmordes gestört hätte, waren mehrsprachige Schilder wie „Zum Bade“ und „Zur Desinfektion“ angebracht, zudem setzte die SS Funktionshäftlinge ein. Gelegentlich gab es beruhigende Anweisungen zur Tarnung. Potentielle Unruhestifter wurden gegebenenfalls zuvor ausgesondert und an einem anderen Ort erschossen.
Mit Sicherheit befanden sich in der Gaskammer des zuletzt fertiggestellten Krematoriums II (Fertigstellung 25. Juni 1943; Zählweise mit Krematorium im Stammlager) nicht funktionierende Duschbrausen. Dies ist mehrfach bezeugt und wird damit erklärt, dass anfänglich im Keller tatsächlich eine Duschanlage geplant war, um eine gerade aufgeflammte Fleckfieberepidemie durch verbesserte Hygiene bekämpfen zu können. – Es gibt mehrere Hinweise darauf, dass weitere Gaskammern zu einem späteren Zeitpunkt (nicht vor Herbst 1943) mit Brausekopfattrappen nachgerüstet wurden. Auch Rudolf Höß bestätigt dies mit seiner Beschreibung des Vernichtungsvorgangs: „… Die Juden (gingen) in die Gaskammer, die mit Brausen und Wasserleitungsröhren versehen völlig den Eindruck eines Baderaums machte.“
Am 7. Oktober 1944 wagten die Mitglieder des Sonderkommandos von Krematorium IV einen Aufstand. Der Aufstand wurde niedergeschlagen, das Gebäude brannte aus und wurde abgerissen.
Ende November wurden die Vergasungen auf Himmlers Geheiß eingestellt. Am 20. und 21. Januar 1945 wurden die Krematorien II, III und V gesprengt. Holocaustleugner wie David Irving argumentieren, dass deshalb ein „Sachbeweis“ für die Existenz dieser Gaskammern nicht erbracht werden könne. Gleichwohl lässt die Konvergenz der Beweise (Baupläne, Korrespondenzen, Abrechnungen, Zeugenaussagen und Geständnisse der Täter) keinen vernünftigen Zweifel zu.

## Gaskammern der Vernichtungslager im deutsch besetzten Ostpolen
Im Rahmen der Aktion Reinhard, die SS-Brigadeführer Odilo Globocnik im Auftrag Himmlers leitete, ließ die SS im besetzten Ostpolen drei Vernichtungslager errichten: Belzec, Sobibor und Treblinka. Christian Wirth war später als Inspekteur eingesetzt.

### Belzec (Bełżec)
Beim Bau des Vernichtungslagers Belzec, der am 1. November 1941 begann, plante die SS eine Baracke, die drei Gaskammern enthielt. Diese Baracke war 12 m lang und 8 m breit. Von einem Korridor aus gelangte man durch eine Tür in eine der Kammern, die eine zweite Tür an der Außenwand besaß. Diese schlug nach außen auf. Alle Türen waren dicht mit Gummi beschlagen und aus starkem Holz gefertigt. Die Zwischenräume der doppelschaligen Bretterwand waren mit Sand gefüllt. Im Inneren waren die Wände mit Pappe beschlagen, der Fußboden und die Seitenwände wurden bis zu einer Höhe von 1,10 m mit Zinkblech verkleidet. Zur Täuschung der Opfer waren Brausedüsen angebracht. Knapp über dem Fußboden verlief ein Rohr, aus dem Gas eingeleitet werden konnte.
Ende Februar 1942 ließ die SS diese Gaskammern erproben, indem man drei Transporte mit jeweils 400 bis 600 Juden ermordete. Ursprünglich plante und erprobte man die Verwendung von CO-Gas aus Flaschen, mit dem man bei der Aktion T4 bereits Erfahrungen gesammelt hatte. Doch dann benutzte die SS die Abgase eines Motors zum Vergasen. Während im Gerstein-Bericht von einem Dieselmotor die Rede ist, berichtet ein anderer Tatzeuge, es habe dort zwei Motoren gegeben: Einen Dieselmotor als Generator für die Elektrizität des Lagers und einen Benzinmotor zur Vergasung. Vermutlich war dies der Ottomotor eines Panzerkampfwagens.
Der fabrikmäßig organisierte Massenmord setzte mit einem Transport am 17. März 1942 ein. Während dieser Großaktion, die vier Wochen dauerte, fand die Ermordung von 80.000 Juden in Belzec statt. Weitere 16.000 Juden wurden bis Mitte Juni 1942 ermordet; dann erfolgte ein Umbau der Gaskammern.
Das Holzgebäude wurde abgerissen und an seiner Stelle ein festes Gebäude von 24 m Länge und 10 m Breite gebaut. Es enthielt sechs Gaskammern unterschiedlicher Größe, die kaum höher als 2 m waren. Diese neuen Gaskammern konnten 1500 Menschen fassen. Die Vernichtungsaktion endete in Belzec Anfang Dezember 1942. Bis März 1943 wurden Leichen exhumiert und verbrannt. Die SS ließ Gebäude abreißen, das Gelände planieren und dort einen landwirtschaftlichen Betrieb einrichten.
Eine 2001 veröffentlichte Quelle, das Höfle-Telegramm vom Januar 1943, gab die Zahl der in Belzec ermordeten Juden mit 434.508 an.

### Sobibor (Sobibór)
Im März 1942 begann der Bau des Vernichtungslagers Sobibor; es war Ende April einsatzbereit. Die ersten Gaskammern befanden sich in einem festen Ziegelsteingebäude mit Betonfundament. Innen gab es drei Gaskammern von je 16 Quadratmeter Größe. Die Angaben der später vor Gericht stehenden Täter über das Fassungsvermögen sind widersprüchlich und reichen von 40 bis über 150 Menschen, die in eine Kammer hineingepfercht werden konnten. Gegenüber dem Eingang gab es eine zweite Tür, aus der die Leichen herausgezerrt werden konnten. Sie wurden auf Loren geladen und in riesige Gruben geworfen. Ab Herbst 1942 wurden die Leichen in Gruben auf Rosten aus Eisenbahnschienen verbrannt.
Der Motor, dessen Abgase eingeleitet werden konnten, wird meist beschrieben als „schwerer russischer Benzinmotor mit mindestens 200 PS (V-Motor, 8 Zyl., wassergekühlt)“. Möglicherweise handelte es sich jedoch um einen Flugzeugmotor aus den Beutebeständen der französischen Armee. Auf Anregung eines Chemikers wurde der Motor auf eine bestimmte Drehzahl eingestellt. Die Opfer waren angeblich nach 10 Minuten tot.
In einer ersten Phase zwischen Mai bis Juli 1942 wurden mindestens 77.000 Juden in Sobibor ermordet. Ende Juli 1942 war die Bahnstrecke Lublin-Chelm wegen Reparaturarbeiten nur zeitweilig befahrbar.
Im September 1942 wurden in Sobibor die alten Gaskammern durch 6 neu erbaute ersetzt, die je 16 m² groß waren. Zum Jahresende wurde in einem Funkspruch, dem so genannten Höfle-Telegramm, die Anzahl der in Sobibor getöteten Juden mit 101.370 angegeben. Die Vernichtungsaktionen liefen weiter. Die Schätzungen der Gesamtzahl der Opfer liegen zwischen 150.000 und 250.000. Dieter Pohl geht in einer Veröffentlichung aus dem Jahre 2011 von 152.000 Opfern aus.

### Treblinka
Mit der Errichtung eines dritten Vernichtungslagers begann man Ende Mai 1942 in Treblinka. Die Mordaktionen liefen im Juli 1942 an, obwohl das Lager noch nicht in allen Teilen fertig war. Die Gaskammern befanden sich in einem massiven Ziegelbau. Anfangs waren drei Gaskammern in Betrieb, von denen jede 4 mal 4 m groß und 2,60 m hoch war. Die Wände waren bis zu einer bestimmten Höhe weiß verkachelt; Wasserleitungen und Duschköpfe erweckten den Anschein eines Bades. Wie in Sobibor gab es zwei schwere Türen in jeder Kammer. In einem angebauten Raum stand ein Verbrennungsmotor, dessen giftige Abgase in die Gaskammern geleitet wurden. Für die Lager der „Aktion Reinhardt“ sind fast keine zeitgenössischen Akten erhalten; so ist nicht zu ermitteln, um welche Motoren es sich handelte.
Die erste große Vernichtungsaktion in Treblinka dauerte vom 23. Juli bis 28. August 1942. Dabei wurden 268.000 Juden ermordet. Da die Gaskammern nicht ausreichten, wurden auch Erschießungen durchgeführt. Zum Ausheben von Leichengruben wurden Bagger eingesetzt; dennoch waren die Zustände so chaotisch, dass der Lagerkommandant abgelöst wurde. Ab Frühjahr 1943 begann man, die Leichen zu exhumieren und unter freiem Himmel zu verbrennen.
Noch während diese Vernichtungsaktion andauerte, wurde der Bau von zehn zusätzlichen Gaskammern in einem neuen Gebäude mit einer Gesamtfläche von 320 Quadratmetern vorangetrieben. In der Endphase des Lagers kam es am 2. August 1943 zu einem Aufstand der jüdischen Häftlinge, dem Aufstand von Treblinka. Bis dahin waren dort nach realistischen Schätzungen weit mehr als 800.000 Menschen umgebracht worden; eine Zusammenstellung im so genannten Höfle-Telegramm weist zum Jahresende 1942 bereits 713.555 jüdische Opfer aus.

## Gaskammern von Majdanek
Das KZ Majdanek diente nicht ausschließlich als Vernichtungslager und kann wegen seiner Doppelfunktion mit dem KZ Auschwitz verglichen werden. Es ist durch das ungeordnete Nebeneinander von Kriegsgefangenenlager, Straflager und Auffanglager besser als „multifunktionales Provisorium“ zu bezeichnen. Im August oder Oktober 1942 (das genaue Datum ist umstritten) wurden in einer Holzbaracke im Kriegsgefangenenlager Lublin, das ab Februar 1943 Konzentrationslager Lublin hieß, zwei provisorische Gaskammern eingerichtet, die später durch einen gemauerten Bau ersetzt wurden. Dieser besaß drei (nach manchen Angaben auch vier) unterschiedlich große Kammern mit einem Fassungsvermögen von 150 bis 300 Personen.
Die Rechnungen für die Eisentüren mit Gummilippen sind erhalten geblieben. Weitere Quellen, die Angaben zu den Gaskammern in Majdanek liefern, sind dürftig. Eine Anweisung vom Mai 1943 ist mehrdeutig: „Aus der bestehenden Entwesungsbaracke ist die Blausäurevergasung aus dem Ankleideraum des Ostflügels auszubauen, um eine größere Leistung zu erzielen. Für die Blausäurevergasung wird eine besondere Kammer unter dem Flugdach errichtet.“ Wie viele der Gaskammern für die Ermordung von Menschen benutzt wurden und wie viele Personen dort getötet worden sind, ist nicht genau feststellbar. Jean-Claude Pressac, ein anerkannter Experte für die Krematorien von Auschwitz, stellte 1989 in Zweifel, ob diese Gaskammern überhaupt für die Tötung von Menschen benutzt worden seien. Der Direktor des Forschungszentrums des Staatlichen Museums in Majdanek Tomasz Kranz hält es jedoch für sehr wahrscheinlich, dass drei der Gaskammern in der Zeit zwischen September 1942 bis Oktober 1943 zur Massentötung verwendet wurden, wobei der Schwerpunkt auf der Ermordung von Juden aus Warschau und Białystok im Sommer 1943 lag. Zudem war zeitweilig ein Gaswagen im Einsatz.
In der Literatur wird dargestellt, dass zur Tötung anfangs CO-Gas aus Stahlflaschen in die Kammern eingeleitet wurde; 1943 kam wahrscheinlich Zyklon B zum Einsatz. Bei niedrigen Außentemperaturen konnte dieses Präparat durch eine spezielle Einrichtung zum rascheren Ausgasen erwärmt werden. Da die Kapazität der Gaskammern begrenzt war, wurden größere Transporte von ausgemergelten sowjetischen Kriegsgefangenen und Juden aus Lublin nicht vergast, sondern in Kiesgruben erschossen.
Es sind nachweislich 7711 kg Zyklon B nach Majdanek geliefert worden, doch kann daraus nicht unmittelbar auf die Zahl der ermordeten Menschen geschlossen werden. Ein Großteil des Giftes dürfte bestimmungsgemäß zur Bekämpfung von Kleiderläusen und Entwesung von Baracken eingesetzt worden sein. Ein geringer Bruchteil der Menge des für warmblütige Lebewesen hochgiftigen Insektizids hätte bereits für die Tötung von hunderttausend Menschen ausgereicht.
Die Gaskammern waren kaum länger als ein Jahr in Betrieb; die Ermordung durch Giftgas wurde Anfang September 1943 eingestellt. Über die Zahl der Opfer, die in Majdanek starben oder mit unterschiedlichen Methoden – meist durch Erschießen – getötet wurden, gab es lange Zeit nur grob geschätzte Angaben. Erste Zahlenangaben nach der Befreiung im Jahre 1944 nannten 1.700.000 Opfer. 1948 vermutete man, dass in Majdanek 360.000 Menschen umgekommen seien. Spätere Schätzungen gingen von insgesamt 235.000 Opfern (davon 110.000 Juden) aus; bei diesen Schätzwerten wurde die Opferzahl durch Massenvergasung in Majdanek auf unter 50.000 angenommen. Neue Forschungsergebnisse von 2006 reduzieren die Gesamtzahl aller derjenigen, die in Majdanek ums Leben kamen, auf 78.000, darunter 59.000 Juden.
Majdanek wird aufgrund der anfangs sehr hoch angenommenen Opferzahlen und der systematischen Ermordung von Juden als Vernichtungslager bezeichnet. Einige andere Konzentrationslager verfügten ebenfalls über Gaskammern. Diese wurden aber nicht systematisch zum Völkermord an den Juden Europas benutzt. In ihnen wurden Politkommissare und „arbeitsuntaugliche Häftlinge“ ermordet.

## Gaskammern in Konzentrationslagern

### Mauthausen

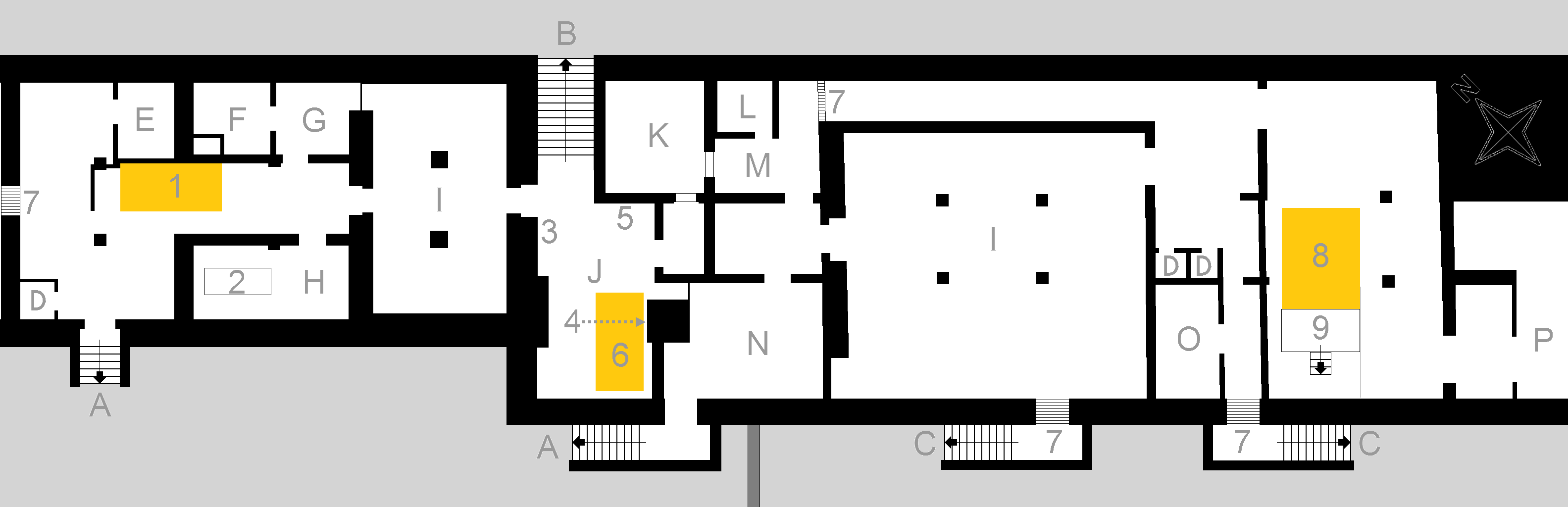
KZ Mauthausen, Keller unterhalb des Arrest- sowie des Revierblocks: K – Gaskammer; L – Gaszelle; M – Geräteraum; N – Auskleideraum.

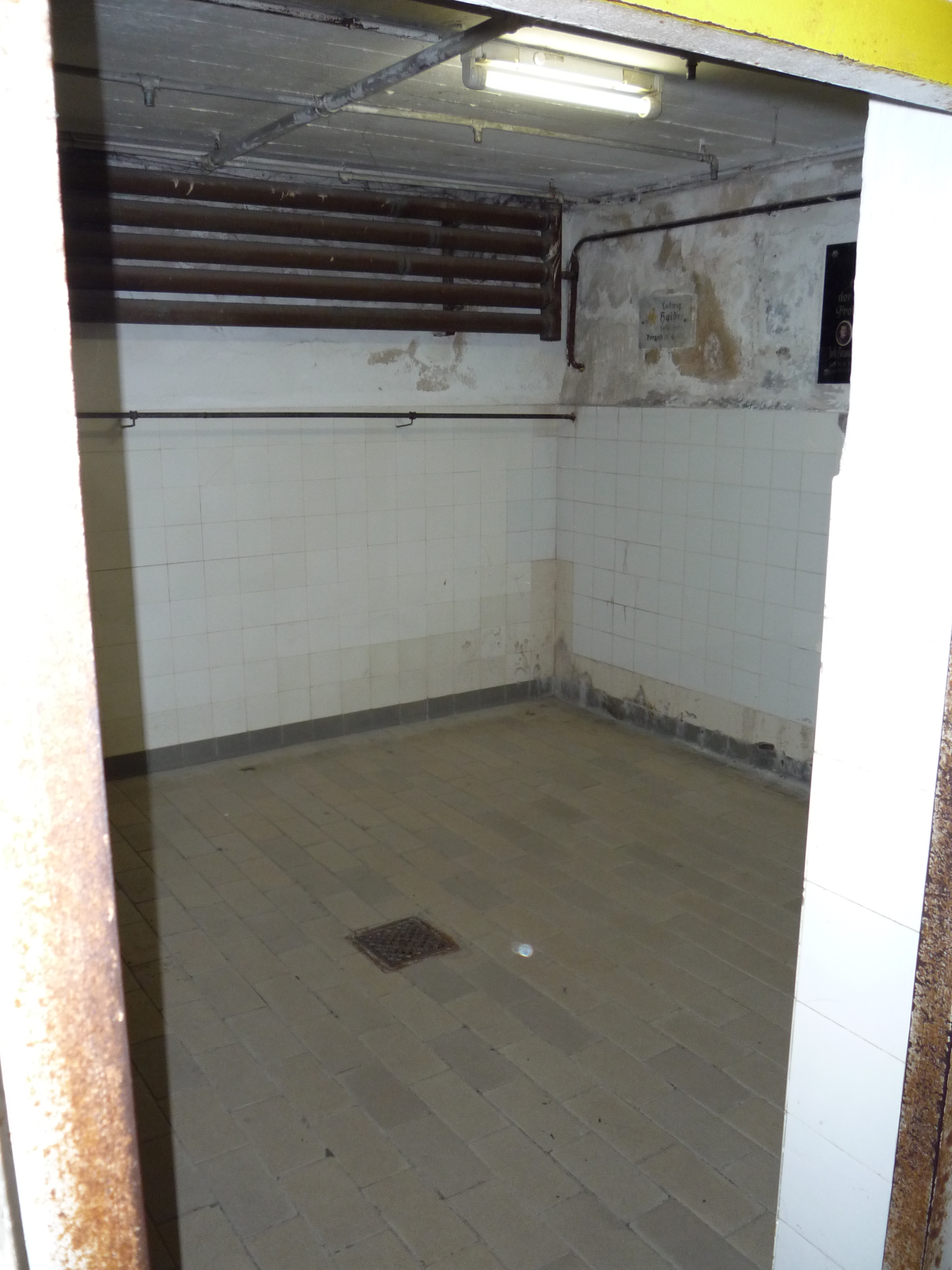
KZ Mauthausen, Blick in die frühere Gaskammer (Zustand 2009)

Im Herbst 1941 wurde im Hauptlager des KZ Mauthausen mit dem Bau einer Gaskammer begonnen, die im Keller des Lagergefängnisses ("Arrestblocks") lag. Der als Brausebad getarnte Raum war circa 3,90 m lang und 3,60 m breit. Die Schalter für Licht und Ventilation befanden sich außerhalb der Gaskammer in einem separaten Technikraum ("Gaszelle"). Von dort wurde auch das Blausäuregas eingeleitet. Das Präparat Zyklon B wurde dabei nicht unmittelbar in den Raum geschüttet, sondern in der Gaszelle mit einer besonderen Vorrichtung zum raschen Ausgasen erwärmt und durch ein Rohr in die Gaskammer geleitet. 
Vergasungen fanden in Mauthausen zwischen März 1942 und dem 28. April 1945 statt. Danach wurden Teile der Einrichtung entfernt. Keiner der SS-Führer, die nach dem Krieg zur Verantwortung gezogen wurden, hat jedoch bestritten, dass in dieser Gaskammer Menschen umgebracht worden sind. Die Zahl der dort vergasten Opfer lässt sich nicht genau ermitteln; nach einem Gerichtsurteil kann eine Mindestzahl von 3455 Menschen als sicher gelten.
Auch im Mauthausener Nebenlager Gusen I wurden in einzelnen Häftlingsblöcken Vergasungen durchgeführt. Dabei wurden zwischen 1942 und 1945 mindestens 823 Menschen bei improvisierten Tötungsaktionen mittels Zyklon B ermordet. Im Bereich der Lager Mauthausen und Gusen wurde auch ein Vergasungswagen eingesetzt, der ausgemergelte Häftlinge von Gusen aus direkt ins Krematorium von Mauthausen lieferte und umgekehrt. Etwa 5000 geschwächte Häftlinge wurden im Rahmen der Aktion 14f13 noch 1944 in die NS-Tötungsanstalt Hartheim verbracht. In einem Gaswagen, der 1942 und 1943 zwischen den Lagern verkehrte, wurden mindestens 900 Menschen getötet.

### Sachsenhausen
Die Forschung konnte durch neu entdeckte Aktenbestände der KZ-Kommandantur von Sachsenhausen und vor allem aus russischen Archiven manche Widersprüchlichkeiten aufklären und Fehler bereinigen, die in der „ansonsten außerordentlich verdienstvollen Dokumentation“ über Nationalsozialistische Massentötungen durch Giftgas aus dem Jahre 1983 enthalten waren. Bekannt war, dass im Herbst 1941 in einem vom Kriminaltechnischen Institut der Sicherheitspolizei (KTI) entwickelten Gaswagen 30 sowjetische Kriegsgefangene „probeweise“ getötet wurden. Neue Forschungsergebnisse erlauben „mit hoher Wahrscheinlichkeit“ die Annahme, dass dieser umgebaute Opel-Blitz-LKW mehrfach eingesetzt und auch ein größeres Modell der Marke Saurer in Sachsenhausen erprobt wurde.
Alle Entwesungsanlagen der Konzentrationslager wurden über die Abteilung „Sanitätswesen und Lagerhygiene“ von der Inspektion der Konzentrationslager in Oranienburg beaufsichtigt, die auch mit der Beschaffung von Zyklon B und der zentralen Schulung der SS-Desinfektoren befasst war. Abteilungsleiter war seit 1941 Enno Lolling; als sein Stellvertreter fungierte der 1. Lagerarzt von Sachsenhausen. Eine mit Zyklon B betriebene Kreisluftkammer zur Entlausung von Kleidern bewährte sich so gut, dass dieses Verfahren ab Oktober 1940 in allen Lagern eingeführt werden sollte.
Im Sommer 1943 wurde im Krematoriumsgebäude des KZ Sachsenhausen eine Gaskammer installiert, die spätestens im Frühherbst 1943 erprobt wurde. Funktionsweise und Ausstattung der Gaskammer weichen deutlich von denen ab, die mittels Kohlenmonoxidgas oder dem Präparat Zyklon B töteten, so dass von einer „Neuentwicklung“ gesprochen werden kann. Möglicherweise sollten beginnende Lieferprobleme und Engpässe für Zyklon B überbrückt werden. Verwendet wurde flüssige Blausäure, eine Mischung aus 90%igem Zyankohlenäther und 10 % Chlorkohlenäther. Die Glasampulle konnte durch einen außen angebrachten Dorn zerstört werden und das vorgewärmte Gas wurde mit Saug- und Druckventilatoren in die Gaskammer geleitet. Das KTI lieferte das flüssige Blausäurepräparat und auch die Vorrichtungen wurden in den Werkstätten des KTI im Truppen- und Häftlingslager hergestellt.
Offenbar wurde die Gaskammer eher selten eingesetzt. Nur wenige Aktionen sind nachweisbar, wie zum Beispiel die Vergasung von 27 Ostarbeiterinnen Anfang Februar 1945. Vielfach nennen Zeugen eine Gesamtzahl von 4.000 Opfern. Doch fehlt es an Unterlagen und die Forschung konnte eine solche Zahlenangabe bislang nicht verifizieren. Die Gaskammer in Sachsenhausen wurde nicht systematisch und regelmäßig eingesetzt; die meisten Opfer wurden in einer Sandgrube oder einer Genickschussanlage erschossen.
Im Zuge der Evakuierungs- und Tarnungsmaßnahmen wurden die Apparaturen im Frühjahr 1945 abgebaut und versteckt. Die Gaskammer wurde zu einem normalen Duschraum umgerüstet und im Erschießungsraum die Schießscharte zugemauert. Im Zusammenhang mit einem Film, den die DEFA im Auftrage der Sowjets 1946/1947 drehte, wurde die Anlage rekonstruiert.

### Ravensbrück
Für den Zeitraum Februar bis Ende Mai 1942 folgten im Rahmen der Aktion 14f13 Transporte aus dem Frauenkonzentrationslager Ravensbrück zur NS-Tötungsanstalt Bernburg. Eine Gaskammer wurde erst nach dem Eintreffen des SS-Hauptsturmführers Johann Schwarzhuber eingerichtet, der 1945 von Auschwitz über Dachau nach Ravensbrück versetzt worden war.
Die Gaskammer wurde im Februar 1945 in einem Schuppen neben dem Krematorium eingerichtet. Ihre Größe wurde von Schwarzhuber vor Gericht mit 9 Meter mal 4,5 Meter angegeben, anderen Zeugen nannten die Maße 6 Meter mal 4 Meter. Zum Einsatz kam Zyklon B. Am 23. April 1945 wurde der Schuppen abgerissen. – Die Zahl der Opfer wird auf 2.300 bis 2.400 geschätzt. Als nicht gesichert gelten Zeugenaussagen, nach denen 1945 auch Gaswagen dort eingesetzt wurden.

### Stutthof

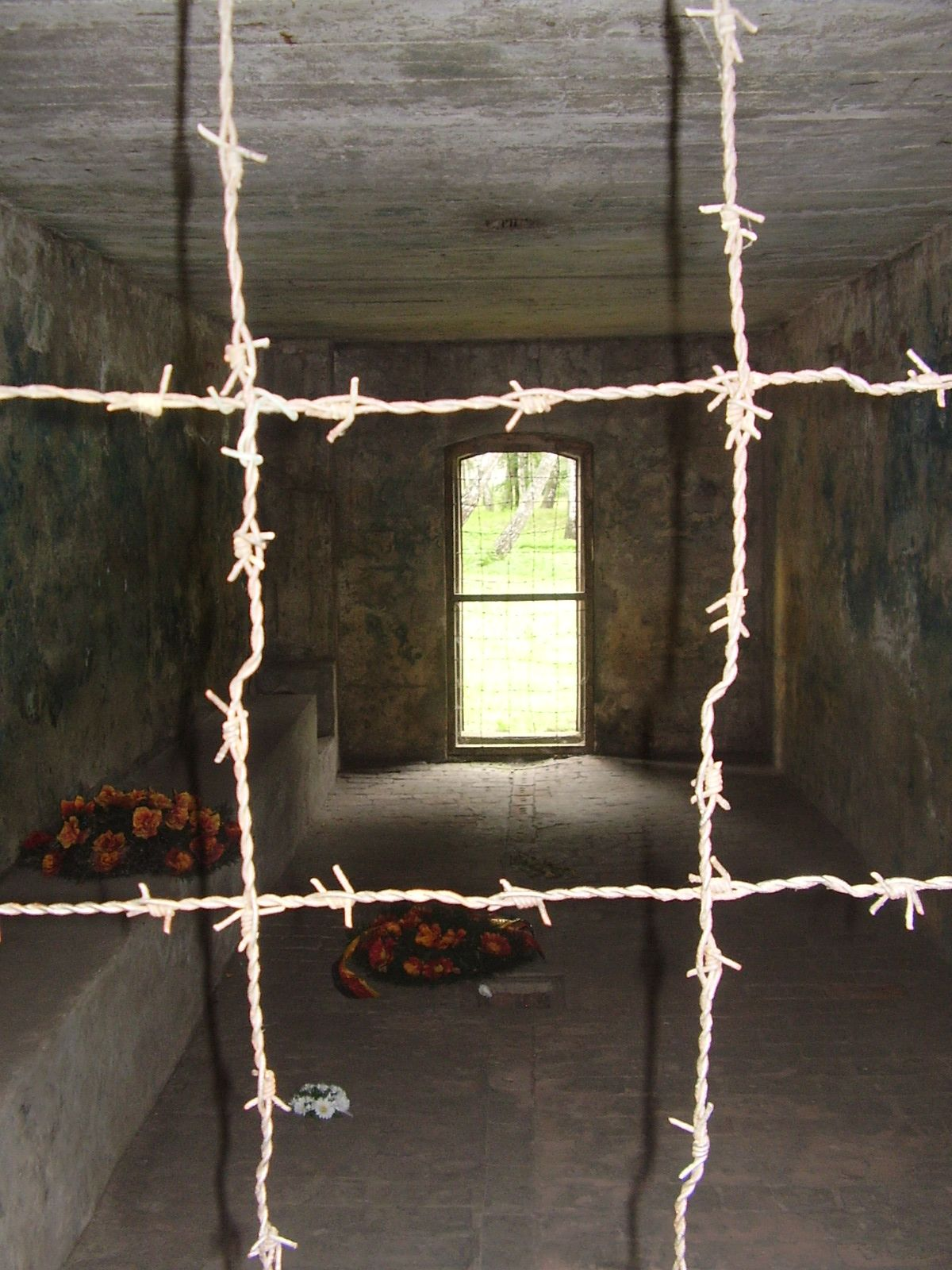
Gaskammer im KZ Stutthof

Im KZ Stutthof, das im Jahre 1942 ungefähr 40 Kilometer von Danzig entfernt errichtet worden war, wurden eine ursprünglich als Kleiderentwesungsanlage gebaute Gaskammer, später dann ein umgebauter Eisenbahnwaggon zur Tötung von einigen hundert Opfern verwendet.
Der Kommandant Paul Werner Hoppe ließ 1944 die Kleiderentlausungsanlage, einen Raum von fünf Meter Länge und drei Meter Breite, einige Male zum Töten von Menschen einsetzen. Für den Zeitpunkt nennen Zeitzeugen unterschiedliche Daten. Eugen Kogon führt aus Gerichtsprotokollen an, dass erstmals am 22. Juni 1944 etwa einhundert Polen und Weißruthenen vergast wurden, für die ein Exekutionsbefehl vorlag. Am 26. Juli 1944 sollen weitere zwölf polnische Widerstandskämpfer vergast worden sein; einer dritten Tötungsaktion fielen demnach 40 invalide sowjetische Kriegsgefangene zum Opfer.
Karin Orth nennt den Zeitraum „Sommer oder Herbst“ 1944 für die Errichtung der Gaskammer. Sie beschränkt sich auf die Mitteilung, dass Ende September/Anfang Oktober 1944 überwiegend kranke jüdische Frauen aus dem Baltikum und Ungarn vergast wurden. Bereits nach kurzer Zeit wurden die Vergasungen in der Kleiderentwesungsanlage eingestellt, wobei ein ausgelöster Brand oder die sich verbreitende Kenntnis und befürchtete Widerstandshandlungen der Opfer eine Rolle gespielt haben könnten.
Im Herbst 1944 wurde stattdessen ein gedeckter Eisenbahnwaggon zu einer Gaskammer umgerüstet, indem alle Ritzen abgedichtet und eine Einschüttöffnung für Zyklon B angebracht wurde. Angeblich ließ Hoppe zur Täuschung Bahngleise verlegen, einen zweiten Eisenbahnwagen hinzustellen und SS-Leute in Eisenbahn-Uniformen auftreten.
Auch der Zeitpunkt, an dem die Vergasungsaktionen eingestellt wurden, ist nicht genau geklärt; die Angaben gehen von November 1944 bis April 1945. Das Gericht in Bochum, vor dem Hoppe sich 1957 verantworten musste, nannte als Opferzahl „einige Hundert“; Kogon beziffert sie auf etwa 1150. Andere Darstellungen geben an, dass mehr als 1300 Menschen dort durch Zyklon B vergiftet wurden.

### Neuengamme
Wahrscheinlich im Oktober 1942 wurden 197 sowjetische Offiziere aus Fallingbostel und drei weiteren Lagern aus der Lüneburger Heide ins KZ Neuengamme geschafft und dort im Arrestbunker durch Zyklon B getötet. Zu diesem Zweck wurden Stahlklappen an den Fenstern angebracht und die Zugangstür verstärkt. Im Dach wurden sechs Rohre installiert und eine Heizspirale nebst Ventilator angeschlossen. Der Tathergang wurde im Neuengamme-Hauptprozess von einem der Täter genau beschrieben. Ein zweiter Transport mit 251 überwiegend kriegsversehrten Kriegsgefangenen wurde im November 1942 auf dieselbe Art umgebracht. Weitere Mordaktionen mit Giftgas fanden in Neuengamme nicht statt, jedoch sind dort mehr als eintausend entkräftete Häftlinge durch Phenolspritzen getötet worden.

### Sonderfall: Natzweiler-Struthof

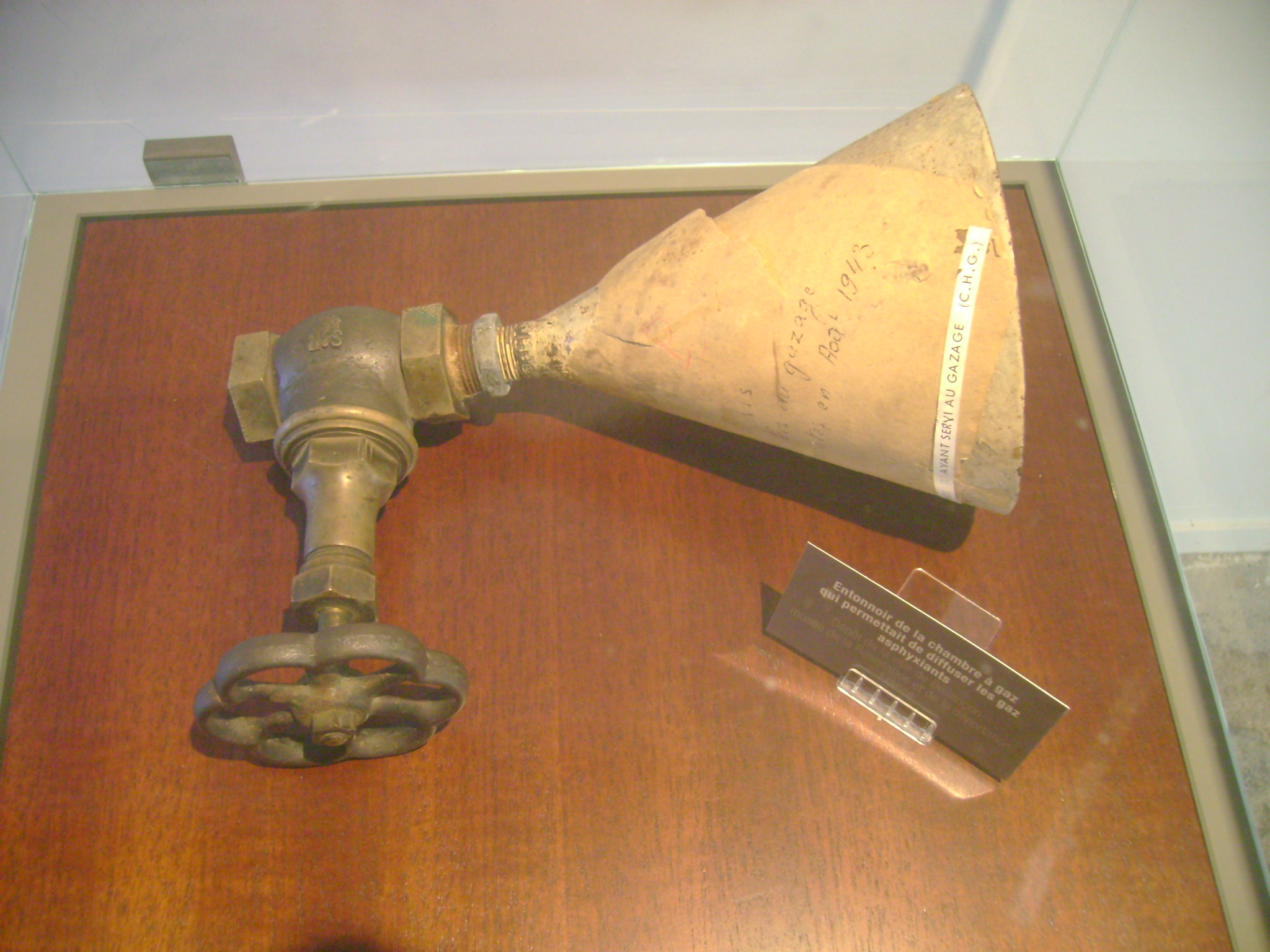
Einfülltrichter der Gaskammer im KZ Natzweiler-Struthof

Am 12. April 1943 wurde im KZ Natzweiler-Struthof im Elsass eine 20 Kubikmeter große Gaskammer fertiggestellt. Diese benutzte der Biologe Otto Bickenbach für Versuche an jüdischen Häftlingen mit dem Kampfstoff Phosgen, bei denen er ihren Tod in Kauf nahm.
Im August 1943 wählte Bruno Beger im Auftrag des damaligen Leiters des Anatomischen Instituts der Reichsuniversität Straßburg August Hirt 115 Juden aus Auschwitz aus, die für den Aufbau der sogenannten „Straßburger Schädelsammlung“ ermordet werden sollten. 86 der selektierten Personen wurden in das KZ Natzweiler-Struthof deportiert. Frühere Untersuchungen nahmen irrtümlich meist an, die Gaskammer dieses Lagers sei eigens für die Morde an ihnen errichtet worden.
Die Opfer wurden in vier bis fünf Gruppen in der Gaskammer mit Cyanwasserstoff (Blausäuregas) vergiftet. Der geständige Lagerkommandant Josef Kramer sagte am 26. Juli 1945 vor einem französischen Untersuchungsrichter aus, er habe von Hirt eine Flasche mit 1/4 L „Salzen“ erhalten, von denen er glaube, dass es sich um „Cyanhydratsalze“ handelte. Diese habe er nach der Anleitung von Hirt mit Wasser in die Gaskammer eingeleitet und dann die tödliche Wirkung an den Opfern beobachtet.
Dem französischen Biochemiker und Historiker Georges Wellers zufolge kann es sich dabei um Calciumcyanid (das Calciumsalz der Blausäure) gehandelt haben, das sich in Wasser zersetzt. Es war unter dem Namen „Cyanogas“ in der Landwirtschaft als Schädlingsbekämpfungsmittel bekannt. Auch eine Mischung von Kaliumcyanid oder Natriumcyanid mit kristallisierter Zitronensäure oder Oxalsäure kam in Frage: Der Zusatz von Wasser genügte dann, um Blausäuregas freizusetzen.
Bei der Befreiung Straßburgs am 23. November 1944 wurden im anatomischen Institut der Universität 86 Leichen entdeckt. Jedoch fehlten zu diesem Zeitpunkt bei insgesamt 70 Toten die Köpfe. Einige Tage später, im Dezember 1944, meldete Hirts Assistent Henri Henripierre einer französischen Untersuchungskommission die Vorgänge in der Anatomie. Die Namen der Ermordeten wurden seit 2004 durch Forschungen des Historikers Hans-Joachim Lang bekannt.

### Sonderfall: Dachau

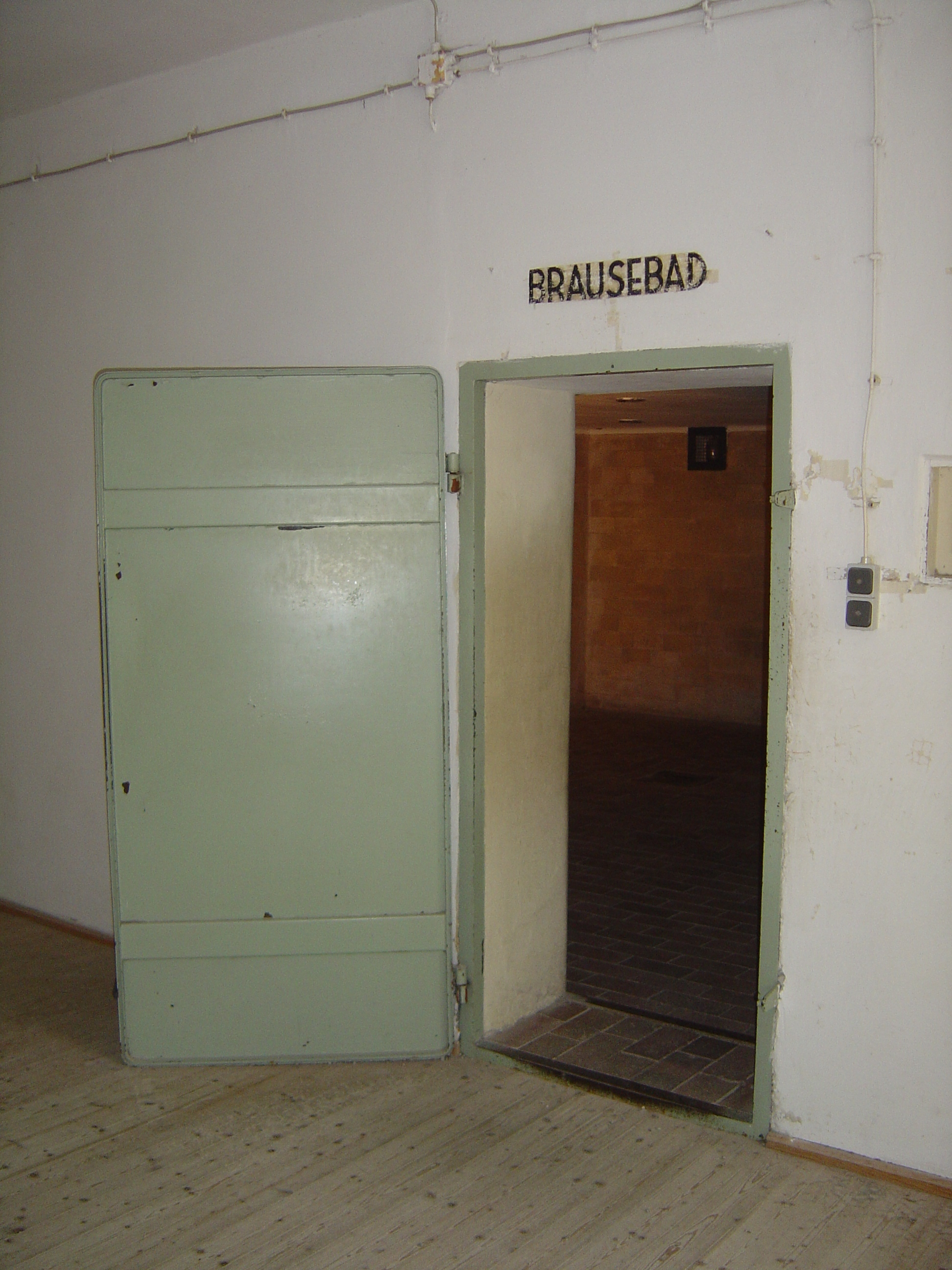
Eingangstür

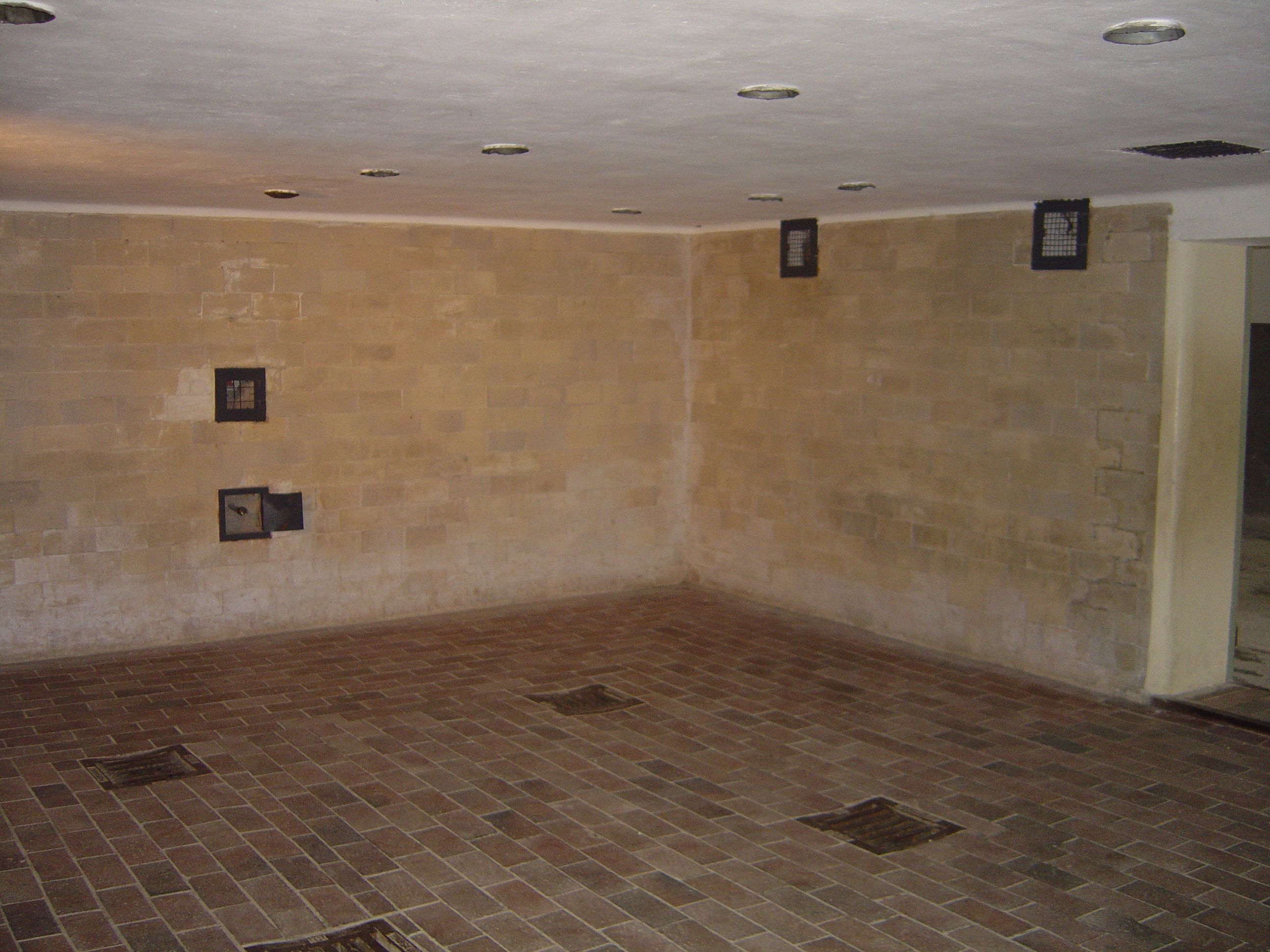
Innenansicht

Amerikanische Filmaufnahmen aus dem KZ Dachau vom 3. Mai 1945 zeigen im Krematorium einen fensterlosen Raum mit einer Decke, in die durchlöcherte Metallkappen eingelassen waren. Über der eisernen Eingangstür war die Inschrift „Brausebad“ sichtbar; geeignete wasserführende Installationen fehlten indes.
Es gilt jedoch als unwahrscheinlich, dass diese Gaskammer tatsächlich zur Tötung von Häftlingen mittels Zyklon B benutzt worden ist. In einem Brief des SS-Arztes Sigmund Rascher an Heinrich Himmler vom 9. August 1942 heißt es: „Wie Sie wissen, wird im KL Dachau dieselbe Einrichtung wie in Linz gebaut. Nachdem die Invalidentransporte sowieso in bestimmten Kammern enden, frage ich, ob nicht in diesen Kammern an den sowieso dazu bestimmten Personen die Wirkung unserer verschiedenen Kampfgase erprobt werden kann.“ Ferner liegt eine Aussage des Häftlings Frantisek Blaha vor: „Die Gaskammer wurde im Jahre 1944 vollendet; ich wurde zu Dr. Rascher gerufen, um die ersten Opfer zu untersuchen. Von den 8 bis 9 Personen, die in der Kammer waren, waren drei noch am Leben und die anderen schienen tot zu sein.“ Da dies die einzigen konkreten Belege sind und dieser Zeuge zu einem anderen Zeitpunkt unterschiedliche Angaben machte, bleiben Fragen offen. Es gilt immer noch als nicht eindeutig geklärt, ob diese von Rascher vorgeschlagene Kampfgaserprobung stattgefunden hat.
Laut der Bayerischen Landeszentrale für politische Bildungsarbeit wurde die Gaskammer dieses Konzentrationslagers „nie wie vorgesehen benutzt“. Sie kommt zum Schluss, dass die „Inbetriebnahme der Gaskammer nicht nachweisbar“ ist.
Die Tötung von kranken Gefangenen aus Dachau nahmen die Nationalsozialisten meistens in der NS-Tötungsanstalt Hartheim vor.
Die Filmaufnahmen der amerikanischen Befreier und ein Schild aus dem Jahre 1945, auf dem 238000 individuals who were cremated here zu lesen war, ließen den falschen Eindruck entstehen, in dieser Gaskammer wären massenhaft Menschen getötet worden. Seit Entstehungsbeginn der Gedenkstätte wiesen Tafeln jedoch darauf hin, dass die Verwendung der Gaskammer nicht nachweisbar ist.
Seit Beginn der 1960er Jahre wurde immer wieder über einen angeblichen „Gaskammer-Schwindel von Dachau“ berichtet: Die Gaskammer und die Krematorien seien erst auf Befehl der Amerikaner gebaut worden, um „die Deutschen“ in der Weltöffentlichkeit zu diskreditieren.

## Die Verbrennung der Leichname
In den Konzentrationslagern Auschwitz-Birkenau und Majdanek wurde der Vernichtungsprozess der deportierten Personen oder Häftlinge mit der Verbrennung der Leichname fortgesetzt: größtenteils in Krematorien, teilweise auch in offenen Verbrennungsgruben.
An anderen Orten wurden die Leichname zum Teil in offenen Feuern verbrannt oder in Gräben zum Teil mehrlagig beerdigt. Allerdings ließ die SS an verschiedenen Orten diese vergrabenen Leichname später im Rahmen der Sonderaktion 1005 exhumieren und nachträglich verbrennen.